# 26-я пехотная дивизия АК
26-я пехотная дивизия АК (пол. 26 Dywizja Piechoty AK) — польское партизанское стрелковое соединение Армии Крайовой, которое действовало с сентября 1942 на оккупированной нацистской Германией территории города Лодзь.

## История
Дивизия была сформирована в сентябре 1942 года, согласно с боевым порядком Войска Польского от 1 сентября 1939 года, согласно которому произошло восстановление боевых частей на территории города Лодзь.  

## Структура дивизии
Согласно боевому порядку, в состав дивизии входили следующие соединения:
- 10-й пехотный полк АК
- 18-й пехотный полк АК
- 38-й пехотный полк АК